# Classe Bahia
Pour les articles homonymes, voir Bahia (homonymie).
La classe Bahia est une série de deux croiseurs éclaireurs (anglais : scout cruisers) construits pour la Marine brésilienne à la fin des années 1900 par la compagnie britannique Armstrong Whitworth.

## Conception
Leur désign s'est fortement inspirée de la classe de croiseurs Adventure de la Royal Navy.

## Unités
Les deux navires sont respectivement baptisés Bahia pour le navire principal, et Rio Grande do Sul pour son sister-ship, du nom des États du Brésil du même nom.

Lors de leur mise en service, ils étaient les croiseurs les plus rapides du monde, et les premiers croiseurs de l'armée brésilienne à être propulsée par des turbines à vapeur.

## Sources
- Site Navypedia

- (en) Cet article est partiellement ou en totalité issu de l’article de Wikipédia en anglais intitulé « Bahia-class cruiser » (voir la liste des auteurs).